# Cospatrick Douglas-Home, XI conte di Home
Cospatrick Alexander Douglas-Home, XI conte di Home (Dalkeith, 27 ottobre 1799 – Hirsel, 4 luglio 1881), è stato un politico scozzese.

## Biografia
Nato a Dalkeith Palace, Home era il figlio di Alexander Home, X conte di Home, e di sua moglie, Lady Elizabeth Scott, figlia di Henry Scott, III duca di Buccleuch. Studiò presso il Christ Church college.

## Carriera
Home lavorò come addetto all'ambasciata britannica a San Pietroburgo (1822-1823) e nel Foreign Office (1823-1827).
Nel 1828 fu nominato Sottosegretario di Stato per gli affari esteri nel governo del Duca di Wellington, incarico che ricoprì fino al 1830.
Successe al padre nella contea nel 1841 e l'anno successivo fu eletto tra i pari nella rappresentanza scozzese alla Camera dei lord, dove rimase fino al 1874.
Nel 1875 fu creato  barone Douglas, di Douglas nella contea di Lanark, nel Pari del Regno Unito, dando a lui e ai suoi discendenti un seggio automatico nella Camera dei lord.

## Matrimonio
Sposò, il 4 dicembre 1832, Lucy Elizabeth Montagu-Scott (14 novembre 1805-15 maggio 1877), figlia di Henry Montagu-Scott, II barone Montagu. Ebbero cinque figli:
- Charles Douglas-Home, XII conte di Home (11 aprile 1834-30 aprile 1918);
- William Sholto Home (25 febbraio 1842-22 dicembre 1916);
- Lady Ada Home (8 settembre 1846-1 giugno 1932), sposò Henry Hepburne-Scott, ebbero quattro figli;
- Cospatrick Home (2 maggio 1848-25 aprile 1912);
- George Douglas Home (4 ottobre 1853-18 maggio 1913).

## Morte
Morì il 4 luglio 1881 a Hirsel, nel Berwickshire.

## Ascendenza
|                                           |                                  |                                           | Genitori                                |  |  | Nonni |  |  | Bisnonni                          |  |  | Trisnonni                      |  |
|                                           |                                  |                                           |                                         |  |  |       |  |  | Alexander Home, VII conte di Home |  |  | Charles Home, VI conte di Home |  |
|                                           |                                  |                                           |                                         |  |  |       |  |  | Alexander Home, VII conte di Home |  |  | Charles Home, VI conte di Home |  |
|                                           |                                  | Anne Purvis                               |                                         |  |  |       |  |  | Alexander Home, VII conte di Home |  |  |                                |  |
| Alexander Home, IX conte di Home          |                                  |                                           |                                         |  |  |       |  |  | Alexander Home, VII conte di Home |  |  |                                |  |
|                                           |                                  | Anne Kerr                                 | William Kerr, II marchese di Lothian    |  |  |       |  |  |                                   |  |  |                                |  |
|                                           |                                  | Anne Kerr                                 | William Kerr, II marchese di Lothian    |  |  |       |  |  |                                   |  |  |                                |  |
|                                           |                                  | Anne Kerr                                 | Jane Campbell                           |  |  |       |  |  |                                   |  |  |                                |  |
| Alexander Home, X conte di Home           |                                  | Anne Kerr                                 |                                         |  |  |       |  |  |                                   |  |  |                                |  |
|                                           |                                  | John Ramey                                | …                                       |  |  |       |  |  |                                   |  |  |                                |  |
|                                           |                                  | John Ramey                                | …                                       |  |  |       |  |  |                                   |  |  |                                |  |
|                                           |                                  | John Ramey                                | …                                       |  |  |       |  |  |                                   |  |  |                                |  |
| Abigail Ramey                             |                                  | John Ramey                                |                                         |  |  |       |  |  |                                   |  |  |                                |  |
|                                           |                                  | Abigail Browne                            | …                                       |  |  |       |  |  |                                   |  |  |                                |  |
|                                           |                                  | Abigail Browne                            | …                                       |  |  |       |  |  |                                   |  |  |                                |  |
|                                           |                                  | Abigail Browne                            | …                                       |  |  |       |  |  |                                   |  |  |                                |  |
| Cospatrick Douglas-Home, XI conte di Home |                                  | Abigail Browne                            |                                         |  |  |       |  |  |                                   |  |  |                                |  |
|                                           | Francis Scott, conte di Dalkeith | Francis Scott, II duca di Buccleuch       |                                         |  |  |       |  |  |                                   |  |  |                                |  |
|                                           | Francis Scott, conte di Dalkeith | Francis Scott, II duca di Buccleuch       |                                         |  |  |       |  |  |                                   |  |  |                                |  |
|                                           | Francis Scott, conte di Dalkeith | Jane Douglas                              |                                         |  |  |       |  |  |                                   |  |  |                                |  |
| Henry Scott, III duca di Buccleuch        | Francis Scott, conte di Dalkeith |                                           |                                         |  |  |       |  |  |                                   |  |  |                                |  |
|                                           |                                  | Caroline Townshend, I baronessa Greenwich | John Campbell, II duca di Argyll        |  |  |       |  |  |                                   |  |  |                                |  |
|                                           |                                  | Caroline Townshend, I baronessa Greenwich | John Campbell, II duca di Argyll        |  |  |       |  |  |                                   |  |  |                                |  |
|                                           |                                  | Caroline Townshend, I baronessa Greenwich | Jane Warburton                          |  |  |       |  |  |                                   |  |  |                                |  |
| Elizabeth Scott                           |                                  | Caroline Townshend, I baronessa Greenwich |                                         |  |  |       |  |  |                                   |  |  |                                |  |
|                                           |                                  | George Montagu, I duca di Montagu         | George Brudenell, III conte di Cardigan |  |  |       |  |  |                                   |  |  |                                |  |
|                                           |                                  | George Montagu, I duca di Montagu         | George Brudenell, III conte di Cardigan |  |  |       |  |  |                                   |  |  |                                |  |
|                                           |                                  | George Montagu, I duca di Montagu         | Elizabeth Bruce                         |  |  |       |  |  |                                   |  |  |                                |  |
| Elizabeth Montagu                         |                                  | George Montagu, I duca di Montagu         |                                         |  |  |       |  |  |                                   |  |  |                                |  |
|                                           |                                  | Mary Montagu                              | John Montagu, II duca di Montagu        |  |  |       |  |  |                                   |  |  |                                |  |
|                                           |                                  | Mary Montagu                              | John Montagu, II duca di Montagu        |  |  |       |  |  |                                   |  |  |                                |  |
|                                           |                                  | Mary Montagu                              | Mary Churchill                          |  |  |       |  |  |                                   |  |  |                                |  |
|                                           |                                  | Mary Montagu                              |                                         |  |  |       |  |  |                                   |  |  |                                |  |